# X-Ray (groupe)
X-Ray est un groupe de heavy metal japonais des années 1980.

## Histoire
Le groupe est créé en 1981 en tant que quatuor, et change de batteur et de bassiste en 1982 ; il s'adjoint les services d'un claviériste à partir de 1984, qui sera remplacé en 1986.
Le groupe est signé par le label Teichiku, pour lequel il sort quatre albums studio, un mini-album, un album live, deux compilations, deux maxi-singles, et une vidéo VHS, le tout entre 1983 et 1986, année où il se sépare. Le chanteur, Akira Fujimoto, forme par la suite le groupe Ebony Eyes, avec lequel il sort un album en 1991 intitulé Final Fight, et le groupe Circus Mind avec lequel il sort un single.
Les albums de X-Ray sont régulièrement ré-édités, et l'intégralité de ses titres ressort sur deux double-compilations en 2002-2003.

## Formation
- Akira Fujimoto : chant
- Shin Yuasa : guitare
- Takafumi Usui : basse (à partir de 1982)
- Kazuhisa "Roger" Takahashi : batterie (à partir de 1982)
- Takahiro Fujiyama : claviers (en 1984-1985)
- Yoshiaki Fujii : claviers (en 1986)

## Discographie

### Albums
Albums studio
Mini-album
Album Live
Compilations

### Participations
Des titres du groupe figurent aussi sur les albums collectifs suivants :
- 1982 : LMC "82 Live
- 1984 : Grand Metal Live - 5th Japan Heavy Metal Fantasy
- 1985 : All Night Metal Party '84 To '85
- 2001 : Reaction Tribute Album - Always On My Mind
- 2002 : Metal Vibes - Japanese Metal Vibes
- 2003 : Legend of Japanese Heavy Metal 80's
- 2004 : Legend of Japanese Heavy Metal 80's Vol.2